# Cooperton (Oklahoma)
Cooperton es un pueblo ubicado en el condado de Kiowa en el estado estadounidense de Oklahoma. En el año 2010 tenía una población de 16 habitantes y una densidad poblacional de 12,31 personas por km².

## Geografía
Cooperton se encuentra ubicado en las coordenadas 34°51′58″N 98°52′12″O / 34.86611, -98.87000 (34.866001, -98.870026).

## Demografía
Según la Oficina del Censo en 2000 los ingresos medios por hogar en la localidad eran de $13,125 y los ingresos medios por familia eran $14,375. Los hombres tenían unos ingresos medios de $11,875 frente a los $0 para las mujeres. La renta per cápita para la localidad era de $12,096. Alrededor del 35.7% de la población estaban por debajo del umbral de pobreza.